# مانوئل روز
مانوئل روز (انگلیسی: Manuel Ruz؛ زادهٔ ۵ آوریل ۱۹۸۶) بازیکن فوتبال اهل اسپانیا است.
از باشگاه‌هایی که در آن بازی کرده‌است می‌توان به باشگاه فوتبال هرکولس، باشگاه خیمناستیک تاراگونا، باشگاه فوتبال گرانادا، باشگاه فوتبال خرز، و باشگاه فوتبال والنسیا اشاره کرد.
وی همچنین در تیم ملی فوتبال زیر ۱۷ سال اسپانیا بازی کرده‌است.